# Morskabstheatret
Morskabstheatret var et teater på Vesterbrogade i København. 
I 1802 etablerede James Price (1761-1805) sit første Morskabsteater på Vesterbrogade, kaldet Det danske National-Sommertheater, hvor han i samarbejde med den italienske kunstnerfamilie Casorti blandt andet viste pantomimer. Teatret lå på Vesterbrogade, lige over for Den Kongelige Skydebane dagens Bymuseum. Teatret nedreves 1808, men familierne Price og Casorti fortsatte andre steder på Vesterbro. 
Prices enke, Hanne f. Tott, overtog efter hans død ledelsen af hans teatret, Pricernes andet sommerteater fik navnet Hanne Kuhns Sommerteater, Det åbnede 10. maj 1812 og lukkede igen 1816. Hun drev teater først alene, senere i forening med Franz Joseph Kuhn, som hun i 1811 eller 1812 ægtede, under deres ledelse flyttede selskabet ind i nye lokaler på Vesterbrogade 15. maj 1818 med pantominen »Harlekin Kukkenbager«. Pricernes tredje teater, kaldet Vesterbro Morskabsteater. Huset var en træbygning med rødt teglstenstag. 
Teatrets repertoire omfattede både linedans, styrkeløft, pantomime, varieté og fremvisning af vilde dyr. Efter Hanne Prices død (15. august 1826) ledede Kuhn selskabet og førte det 1831 til Rusland hvor han omkom; tre år efter vendte selskabet tilbage til København under ledelse af James Prices sønner James Price d. y. (1801-1865) og Johan Adolph Price. 
Efterhånden vendte Københavnernes interesse sig fra Morskabstheatret til andre forlystelser, specielt Tivoli som åbnede 1843, og Pricerne måtte 1844 lukke deres teater og bygningen blev solgt og revet ned 1845. 
Kurt Ravig åbnede i 1980 Morskabsteatret på Vesterbrogade overfor Bymuseet, dvs der hvor Price åbnede sit teater 1802.